# 格倫蒙特 (紐約州)
格倫蒙特（英語：Glenmont）是位於美國紐約州奧爾巴尼縣的非建制地區。

## 歷史
格倫蒙特的郵局自1890年營運至今。

## 地理
格倫蒙特所處的海拔為高於海平面12米（即39英呎），而該地所採用的時區為UTC-5，即北美东部时区（EST）。同時該地設有夏令時間，為UTC-5調快一小時，即UTC-4（EDT）。